# Homalium francii
Homalium francii är en videväxtart som beskrevs av André Guillaumin. Homalium francii ingår i släktet Homalium och familjen videväxter. Inga underarter finns listade i Catalogue of Life.